# Kościół Niepokalanego Poczęcia Najświętszej Maryi Panny w Ostrowie Lubelskim
Kościół Niepokalanego Poczęcia Najświętszej Maryi Panny – rzymskokatolicki Kościół parafialny należący do dekanatu Parczew diecezji siedleckiej.
Świątynia została ufundowana przez Mikołaja Krzynieckiego – skarbnika trembowelskiego, właściciela Borejowa, Babianki i Brzeźnicy Bychawskiej. Kościół w stylu późnobarokowym został wybudowany w latach 1755 - 1768 i konsekrowany w 1762 roku. Został zaprojektowany przez Pawła Antoniego Fontanę – nadworny architekt księcia Pawła Karola Sanguszki, ówczesnego właściciela Lubartowa.
Budowla jest orientowana, składa się z jednej nawy, wzniesiona została na planie krzyża łacińskiego, posiada prezbiterium zakończone łukiem koszowym. Dwuwieżowa fasada (z wieżami dwukondygnacyjnymi, ryzalitowymi – wysuniętymi przed nawę) jest ozdobiona pilastrami na wysokich cokołach. W portalu nad wejściem głównym jest umieszczona drewniana tarcza z herbem fundatora - Lubicz. We wnętrzu na ścianach znajdują się także pilastry w stylu toskańskim, wnętrze nakryte jest w części centralnej sklepieniem kopulastym z lunetami, a w pozostałej sklepieniem kolebkowo – krzyżowym.
Wyposażenie świątyni reprezentuje styl późnobarokowy oraz rokokowy i neoklasycystyczny, a Także elementy sztuki ludowej. W drewnianym ołtarzu głównym (powstałym w tym samym czasie co kościół) Jest umieszczone rokokowe tabernakulum. Z lewej i prawej strony znajdują się dwa drewniane relikwiarze, z relikwiami św. Urszuli i bł. Wincentego Kadłubka. Na górze jest zawieszony obraz św. Wawrzyńca z XIX wieku namalowany przez Wojciecha Gersona. Natomiast w części centralnej jest zawieszony obraz Matki Bożej Ostrowskiej, uznawany za cudowny.
Murowane ołtarze boczne, znajdujące się bliżej prezbiterium, reprezentują styl późnobarokowy, i mieszczą pseudoklasyczne obrazy namalowane przez Władysława Gepnera. Malowidła temperowe zdobiące sklepienie zostały wykonane przez Władysława Barwickiego w 1908 roku.